# Agnès Guillemot
Pour les articles homonymes, voir Guillemot.
Agnès Guillemot est une monteuse française, née Agnès Perche le 3 décembre 1931 à Roubaix (Nord) et morte le 17 décembre 2005 à Quincy-sous-Sénart.

## Biographie
Agnès Guillemot était ancienne élève de l'IDHEC (10e promotion, 1953-1955). Elle y avait rencontré son futur mari, et camarade de promotion, Claude Guillemot.
Associée à ses débuts à Jean-Luc Godard et aux cinéastes de la Nouvelle Vague, Agnès Guillemot a, pendant quarante ans, monté les films de très nombreux réalisateurs français de talent.

## Filmographie
- 1958 : Voyage en Boscavie de Jean Herman et Claude Choublier (court métrage)
- 1960 : Un steak trop cuit de Luc Moullet (court métrage)
- 1960 : Présentation ou Charlotte et son steak de Éric Rohmer (court métrage)
- 1961 : Une femme est une femme de Jean-Luc Godard
- 1961 : Terres noires de Luc Moullet (court métrage)
- 1962 : Vivre sa vie de Jean-Luc Godard
- 1962 : Une grosse tête de Claude de Givray
- 1963 : Le Petit soldat de Jean-Luc Godard
- 1963 : Rogopag, segment Le Nouveau Monde de Jean-Luc Godard
- 1963 : Les Carabiniers de Jean-Luc Godard
- 1963 : Le Mépris de Jean-Luc Godard
- 1964 : Bande à part de Jean-Luc Godard
- 1964 : Les Plus Belles Escroqueries du monde, segment Le Grand Escroc de Jean-Luc Godard
- 1964 : La Dérive de Paula Delsol
- 1964 : De l'amour de Jean Aurel
- 1965 : Alphaville, une étrange aventure de Lemmy Caution, ou Alphaville, de Jean-Luc Godard
- 1966 : Masculin féminin de Jean-Luc Godard
- 1966 : Made in USA de Jean-Luc Godard
- 1967 : Anticipation, ou l'Amour en l'an 2000 de Jean-Luc Godard, segment du film Le Plus Vieux Métier du monde
- 1967 : La Chinoise de Jean-Luc Godard
- 1967 : Week-End de Jean-Luc Godard
- 1967 : Le Chien fou d'Eddy Matalon
- 1968 : La Trêve de Claude Guillemot
- 1968 : Les Gauloises bleues de Michel Cournot
- 1968 : Baisers volés de François Truffaut
- 1968 : One + One de Jean-Luc Godard
- 1969 : La Contestation ou Évangile 70 (Amore e rabbia), segment L'Amore de Jean-Luc Godard
- 1969 : La Sirène du Mississippi de François Truffaut
- 1970 : L'Enfant sauvage de François Truffaut
- 1970 : Domicile conjugal de François Truffaut
- 1973 : Le Grand Matin de Claude Guillemot (court métrage)
- 1975 : Cousin, Cousine de Jean-Charles Tacchella
- 1976 : Un type comme moi ne devrait jamais mourir de Michel Vianey
- 1977 : Le Pays bleu de Jean-Charles Tacchella
- 1979 : Il y a longtemps que je t'aime de Jean-Charles Tacchella
- 1980 : Une histoire sans importance de Jacques Duron (court métrage)
- 1981 : Croque la vie de Jean-Charles Tacchella
- 1982 : Invitation au voyage de Peter Del Monte
- 1984 : La Diagonale du fou de Richard Dembo
- 1985 : Escalier C de Jean-Charles Tacchella
- 1987 : Fuegos d'Alfredo Arias
- 1987 : La Brute de Claude Guillemot
- 1988 : La Lumière du lac de Francesca Comencini
- 1990 : Un week-end sur deux de Nicole Garcia
- 1991 : Sale comme un ange de Catherine Breillat
- 1991 : Nord de Xavier Beauvois
- 1994 : Les Amoureux de Catherine Corsini
- 1994 : Le Fils préféré de Nicole Garcia
- 1995 : N'oublie pas que tu vas mourir de Xavier Beauvois
- 1996 : Mémoires d'un jeune con de Patrick Aurignac
- 1996 : Parfait Amour ! de Catherine Breillat
- 1999 : Romance de Catherine Breillat